# Ampatuan
Ampatuan é um município de  quarta classe de renda municipal (d) na província Maguindanao do Sul, nas Filipinas. De acordo com o censo de 1 de maio  de  2020 possui uma população de 28 941 pessoas e 4 820 domicílios.